# Ingra Lyberato
Ingra Lyberato (Salvador (Brasile), 21 settembre 1966) è un'attrice brasiliana appartenente a una famiglia di origini italiane.
All'anagrafe Ingra de Souza Liberato, è stata accreditata nei primi anni di carriera come Ingra Liberato.

## Biografia
Ingra Lyberato è figlia del regista Chico Liberato. Ha esordito a sette anni, impersonando una sirenetta in Ementario, cortometraggio diretto dal padre. Dopo quasi due decenni dedicati esclusivamente agli studi, ha maturato la sua vocazione artistica ed è apparsa nelle telenovelas di Rede Manchete; sul set di Pantanal, la sua prima prova televisiva veramente importante, si è innamorata del regista Jayme Monjardim, che ha poi sposato. Ha svolto il ruolo della protagonista in A História de Ana Raio e Zé Trovão. Passata successivamente a Rede Globo, ha intrapreso nel contempo anche una carriera cinematografica.
Nel 2007 ha ricevuto il premio Kikito come migliore attrice per il ruolo svolto nel film Valsa para Bruno Stein. 
Nel 2016 ha pubblicato il libro O Medo do Sucesso.

## Vita privata
Dopo il divorzio da Monjardim, Ingra Liberato è passata a nuove nozze, col cantante e musicista Duca Leindecker, ma anche questo matrimonio è naufragato nonostante la nascita di un figlio, Guilherme (2003). L'attrice vive attualmente a Porto Alegre.

## Filmografia parziale

### Telenovelas
- Pantanal (1990)
- O clone (2001)